# Roper v. Simmons
Roper v. Simmons was in 2005 een rechtszaak bij het Amerikaanse Hooggerechtshof, waarin met vijf stemmen voor en vier tegen werd bepaald dat de doodstraf niet toegepast mocht worden op veroordeelden die minderjarig waren ten tijde van hun overtreding.
De zaak kwam oorspronkelijk uit Missouri, waar Shirley Crook in 1993 door de 17-jarige Christopher Simmons was ontvoerd en van een brug gegooid. Tijdens het proces bekende Simmons schuld, en de jury veroordeelde hem tot de doodstraf. Hij ging echter in hoger beroep, totdat de zaak uiteindelijk voorkwam bij het Hooggerechtshof van Missouri. Daar beslisten de rechters dat de doodstraf in deze zaak niet mocht worden toegepast, en Simmons werd in plaats daarvan veroordeeld tot levenslange gevangenisstraf. De rechtbank baseerde zich op een vonnis uit 2003 van het federale hooggerechtshof, in de zaak Atkins v. Virginia, waarin werd beslist dat geestelijk gehandicapten niet geëxecuteerd mochten worden. De naam Roper uit de officiële naam van de rechtszaak komt van de Donald Roper, een justitieel medewerker uit Missouri.
De staat Missouri ging in hoger beroep bij het Amerikaanse Hooggerechtshof; de advocaten van Simmons pleitten voor afschaffing van de doodstraf voor minderjarigen op basis van het achtste amendement van de Amerikaanse grondwet. In voorgaande zaken in 1988 (Thompson v. Oklahoma) en 1989 (Stanford v. Kentucky) had de rechtbank besloten dat mensen jonger dan zestien jaar oud ten tijde van het misdrijf niet ter dood mochten worden gebracht, maar 16- en 17-jarigen wel.
Uiteindelijk stemden vijf rechters ten gunste van Simmons - John Paul Stevens, Anthony Kennedy, David Souter, Ruth Bader Ginsburg en Stephen Breyer . Opperrechter William Rehnquist, Sandra Day O'Conner, Antonin Scalia en Clarence Thomas waren het met de staat Missouri eens. Dit betekende dat alle statuten in de Verenigde Staten die de doodstraf voor minderjarigen legaliseerden werden afgeschaft. De meerderheid van de rechters vond dat een ontwikkeling binnen de samenleving de doodstraf voor 16- en 17-jarigen overbodig had gemaakt, omdat de meerderheid van de Amerikanen tegen zou zijn. Slechts drie staten - Oklahoma, Texas en Virginia, hadden tussen 1995 en 2005 minderjarigen geëxecuteerd. Ook waren de Verenigde Staten nog slechts een van acht landen waar deze vorm van de doodstraf legaal was, en een van de weinigen waar zij ook nog echt werd voltrokken (alleen Amerika en Somalië hebben nog niet artikel 37 van het Verdrag inzake de Rechten van het Kind van de Verenigde Naties geratificeerd, waarin de doodstraf voor minderjarigen expliciet wordt verboden). Dit alles in acht genomen - en het grondwetsartikel dat "wrede en ongebruikelijke straffen" verbiedt, besloten de vijf rechters dat Simmons in het gelijk stond.
Met een zogenaamde "dissenting opinion" verzette Scalia zich sterk tegen de uitspraak van zijn collega-rechters. Volgens hem was het van geen enkel belang dat het merendeel van de andere landen geen doodstraf voor minderjarigen meer kenden, aangezien het Amerikaanse recht een rechtsorde op zichzelf is. 